# Завод хімії хлору в Повуа-де-Санта-Ірія
Завод хімії хлору в Повуа-де-Санта-Ірія — колишній хімічний майданчик, що знаходився дещо північніше португальської столиці Лісабону.
В 1914 році в португальському порту укрилось німецьке судно, що перевозило обладнання для заводу кальцинованої соди до однієї з південно-американських країн. Після вступу Португалії до Першої світової війни це обладнання конфіскували та вирішили використати для створення заводу в Повуа-де-Санта-Ірія. Технологія виробництва базувалась на аміачному методі Сольве, втім, бельгійська компанія Solvay et Cie. зберігала в секреті свої найпередовіші розробки, тому виготовлене німцями обладнання було вже застарілим, до того ж, враховуючи історію появи заводу, існували проблеми з навчанням персоналу. Будівництво заводу завершилось в 1922-му, втім, через зазначені проблеми він так і не зміг розпочати повноцінну діяльність.
На початку 1930-х компанія Companhia Industrial Portuguesa (CIP) узялась за реанімацію майданчику та змогла отримати першу кальциновану соду, хоча й поганої якості. Це підштовхнуло Solvay до рішення при розширення своєї присутності в Португалії і в 1934 році вона досягла угоди з CIP про створення компанії Soda Póvoa (з 1988-го — Solvay Portugal — Chemical Products), до якої перейшов майданчик у Повуа-де-Санта-Ірія. В 1938-му він досягнув проектної потужності у 6 тисяч тонн кальцинованої соди на рік, а наступного року зміг видати понад 7 тисяч тонн.
В 1938-му майданчик доповнили електролізним виробництвом, яке продукувало каустичну соду, гіпохлорит натрію та хлорне вапно. В 1940-му додали виробництво соляної кислоти (результат реакції отриманих під час електролізу хлору та водню) і силікату натрію (відомі методи його отримання як з кальцинованої, так і з каустичної соди). З 1945-го також почали поставки товарного хлору у рідкій формі.
Базовою сировиною для продукування обох видів соди є хлорид натрію, поставки якого з 1957-го організували по розсолопроводу Матакаєш – Повуа-де-Санта-Ірія (необхідний для виробництва кальцинованої соди вапняк ще з 1942-го постачав кар'єр Віалонга).
В 1963-му додали виробництво гідрокарбонату натрію (харчової соди), з 1967-го продукували хлорат натрію, а в 1975-му асортимент поповнився пероксидом водню та перборатом натрію (технологія отримання останнього базується на використанні пероксиду водню).
Первісно завод використовував ртутний метод електролізу, проте в 1990-му також отримав більш екологічно прийнятне виробництво за мембранним методом. З 1998-го припинили використання ртутного методу, а також відмовились від продукування хлорного вапна. В 2002-му зупинили виробництво перборату натрію.
Станом на середину 2000-х потужність майданчику складала 230 тисяч тонн кальцинованої та 10 тисяч тонн харчової соди на рік.
В 2014-му прийняли рішення про закриття содового напрямку. Майданчик продовжив випускати лише хлорат натрію та пероксид водню.
В 2020-му завод продали компанії ALGORA, яка перейменувала власника майданичку на HyChem — Produtos Químicos (а потім на HyChem, Sustainable Chemistry).